# Tsing
Pour les articles homonymes, voir Anna Tsing.
Pour la dynastie chinoise, voir Dynastie Qing.
La Tsing, en indonésien Sungai Tsing, est une rivière d'Indonésie qui coule dans les monts Maoke.

## Géographie
La Tsing prend sa source à environ 4 200 mètres d'altitude sur la face Est du Nga Pulu et du Carstensz Oriental, se dirige vers le sud-est puis bifurque vers le sud-sud-ouest avant de se jeter dans le fleuve Otokwa qui rejoint la mer d'Arafura au sud,. Un des principaux affluents de la Tsing est la rivière Nasura qui prend sa source sur la face Sud du Puncak Jaya, le point culminant de l'Indonésie et de l'Océanie.